# Microbotryaceae
Famille
Les Microbotryaceae sont une famille de champignons basidiomycètes de l'ordre des Microbotryales.

## Liste des genres
Selon BioLib (31 mai 2024) :
- Bauerago Vánky
- Liroa Cif.
- Microbotryum Lév.
- Sphacelotheca de Bary
- Zundeliomyces Vánky